# Schloss Boskovice

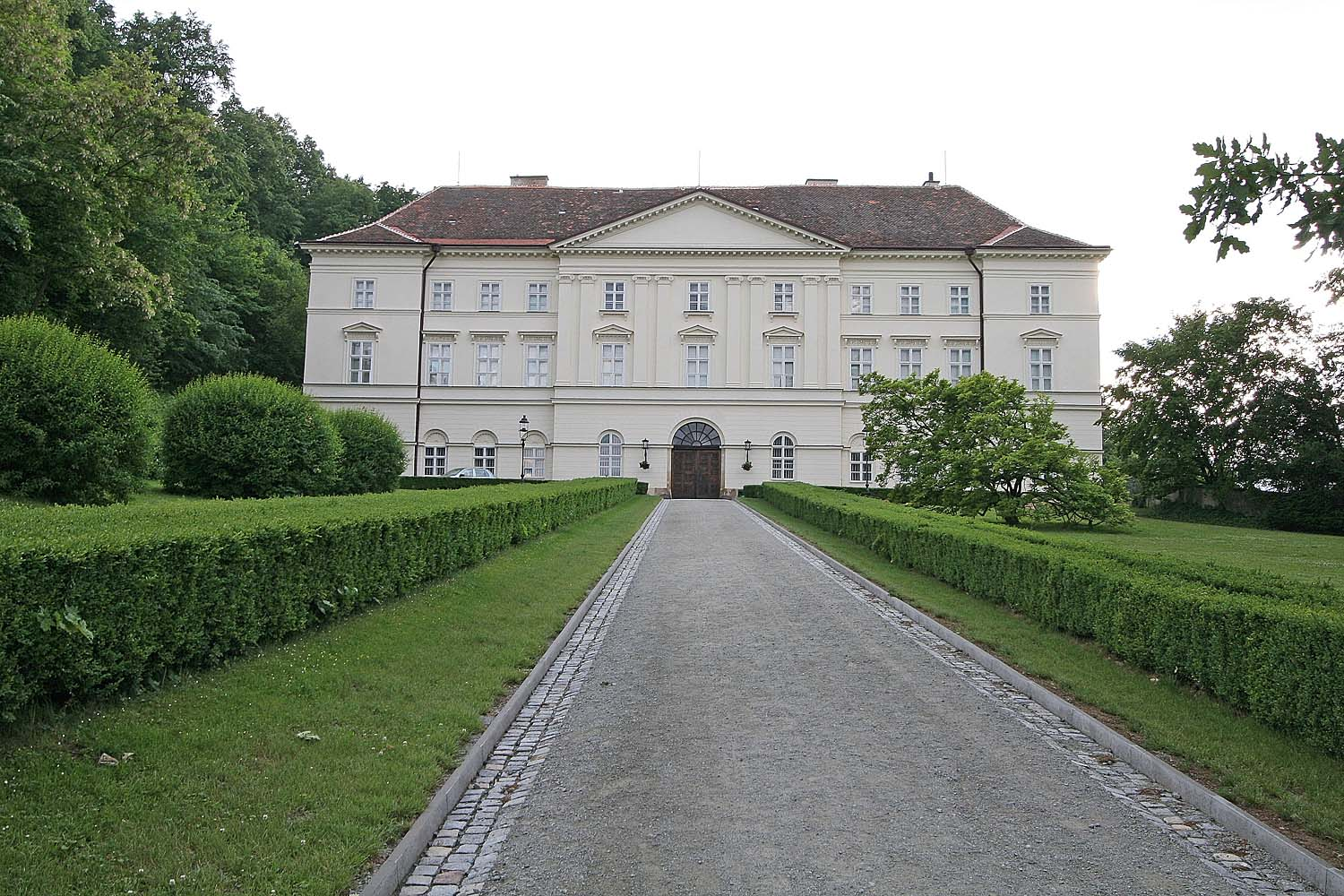
Schloss Boskovice

Das Schloss Boskovice (tschechisch Zámek Boskovice) ist ein Schlosses in Boskovice (deutsch Boskowitz) im Okres Blansko der Region Südmähren in Tschechien. Unweit von Boskovice befand sich seit dem 13. Jahrhundert die Burg Boskovice, die seit 1733 verlassen ist. Gegenwärtig ist sie eine Ruine.

## Geschichte
Franz Joseph von Dietrichstein, der Besitzer der Herrschaft Boskovice, ließ ab 1819 am südlichen Stadtrand auf dem Gelände des ehemaligen Dominikanerklosters am Hang Sychrov ein neues Schloss errichten. Es ist nicht sicher, wer die Pläne für den Bau angefertigt hatte. Ursprünglich wurde angenommen, dass sie von Peter von Nobile stammen. Neuere Forschungen schreiben sie eher dem Architekten Josef Esch zu. Das Dominikanerkloster, das 1784 im Rahmen der Josephinischen Reformen durch den Landesherrn Kaiser Josef II. aufgelöst wurde, und danach kurz als Manufaktur zur Herstellung von Farben diente, wurde später abgerissen und dessen Baumaterial für den Bau des Schlosses verwendet.
Das Schloss wurde im Stil des Empire errichtet. In den 1830er Jahren entstand im Schlosspark ein Treibhaus im Empirestil nach Entwurf des Josef Hájek. Seit 1856 ist das Schloss (mit Unterbrechung von 1948 bis 1991) Eigentum der Fürsten Dietrichstein-Mensdorff-Pouilly.
1916 stürzte die Hofwand des Westflügels wegen statischer Mängel ein. Zur Sicherung der Statik des Bauwerks wurden daraufhin die Arkaden mit Ankern verbunden und die Bögen verblendet. Dadurch erhielt der Schlosshof eine neue Gestalt; es verblieb in jedem der eingemauerten Bögen nur ein Fenster oder eine Tür. Nach dem Februarumsturz 1948 wurde das Schloss verstaatlicht und diente danach als Internat. Im Jahr 1991 wurde es an die Tochter des letzten Fürsten Alexander Albert (1899–1964), Olga Mensdorff-Pouilly, und deren Sohn Félix Tadeo Leloir y Dietrichstein (* 1959) restituiert.

## Architektur
Der Hauptsaal ist stilvoll eingerichtet. Er erstreckt sich über zwei Stockwerke und wird auch als Konzertsaal genutzt. Die umfangreiche Schlossbibliothek ist mit Gemälden holländischer Maler aus dem ersten Drittel des 19. Jahrhunderts geschmückt. Auf dem Himmelsglobus aus Kupfer wird der Sternenhimmel anhand von heraldischen Zeichen dargestellt. Ein auf Büffelhaut gemaltes Bild zeit den Kampf gegen die Türken. Sehenswert ist auch ein Kindertheater im Rokokostil, ein Geschenk der Königin Victoria.
Der Schlosspark wurde im französischen und englischen Stil angelegt.